# GLAY SPECIALS!
『GLAY SPECIALS!』（グレイ・スペシャルズ）は、1993年に配布されたGLAYデモテープである。

## 概要
- 今までに発表してきたデモテープから選ばれた音源が収録されている。
- 音楽雑誌の応募プレゼントだったものだが、好評だった為、後にライブでも配布された。
- シークレットトラックとして、1曲多く収録されているバージョンも存在する。

## 収録曲
1. LOVE SLAVE
「SPEED POP」収録曲。
2. KISSIN' NOISE
「GREATEST SHADOW」収録曲。
3. JUNK ART
「DANCE VISION」収録曲。
4. JULIA
「SPEED POP」収録曲。